# 12258 Oscarwilde
12258 Oscarwilde eller 1989 GN4 är en asteroid i huvudbältet som upptäcktes den 3 april 1989 av den belgiske astronomen Eric W. Elst vid La Silla-observatoriet. Den är uppkallad efter den irländske författaren Oscar Wilde.
Asteroiden har en diameter på ungefär 4 kilometer.